# Сікіес
Сікіес (грец. Συκιές) — місто в Греції, в периферії Центральна Македонія, передмістя Салонік.

## Райони міста
Традиційно Сікіес поділяється на райони:
- Родохорі — Ροδοχώρι
- Арменохорі — Αρμενοχώρι
- Айос-Хараламбос — Άγιος Χαράλαμπος
- Альсос — Άλσος
- Каллітея — Καλλιθέα
- Айос- Василіос — Άγιος βασίλειος
- Ано-Ептапіргіо — Άνω Επταπύργιο
- Парасху — Παράσχου.